# Lian Hearn
Lian Hearn er et pseudonym for den australske børnebogsforfatter i fantasygenren Gillian Magaret Rubinstein (født 29. august 1942 i Berkhamstead, England). Hun har skrevet mere end 35 bøger Hendes serie Otoriklanens fortællinger udgør foreløbig fire bøger: "Nattergalens Sang", "I månens skygge", "Hejrens Tegn" og "Tempelfuglens Fjer" ("Acroos the Nightingale Floor", "Grass For His Pillow", "Brilliance of the Moon" og "The Harsh Cry of the Heron").
Hun er i øjeblikket i gang med den femte bog i serien. 
Hun har sin egen hjemmeside www.lianhearn.com, hvor hun har skrevet, hvordan hun fandt på Otoriklanens fortællinger og hendes andre bøger. 

Lian Hearn bor nu i Australien.